# 葉贄
葉贄（1439年—1512年），字崇禮，明朝政治人物，直隶淮安山陽縣人。葉淇從子。

## 生平
應天府乡试第二十五名，天順八年（1464年），登甲申科会试第五名，三甲136名進士，授刑部主事。歷任刑部員外郎、郎中，其為官謹慎不冤。后出任嘉興府知府、改台州府知府、廣信府知府，均以操履清謹聞。弘治六年（1493年）三月升四川布政司左參政，十年二月升江西右布政使，十一年十月进本司左布政，十三年九月拜都察院右副都御史、總督南京糧儲，處理官員貪污、清理弊案甚多。十五年丁父忧，服阕，十八年三月复除原职，十二月轉為南京工部右侍郎，正德元年（1506年）十二月改任刑部右侍郎，二年闰正月升左侍郎，四月因年老致仕。居家足跡不至公府，舉鄉飲大賓亦不赴。正德七年（1512年）卒，朝廷按例賜祭葬。

## 家族
曾祖葉子高。祖父葉邦和。父葉本道。母祝氏。重庆下。兄贇、貴、蘭。弟資、贊、质、寶、貫、贡。